# Langenbernsdorf
Langenbernsdorf là một thị xã thuộc huyện Zwickau trong bang Sachsen, Đức.